# Wilhelm Müller (dichter)

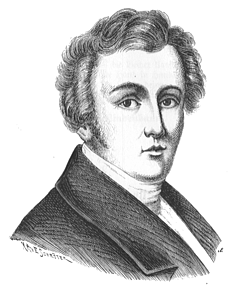
Wilhelm Müller

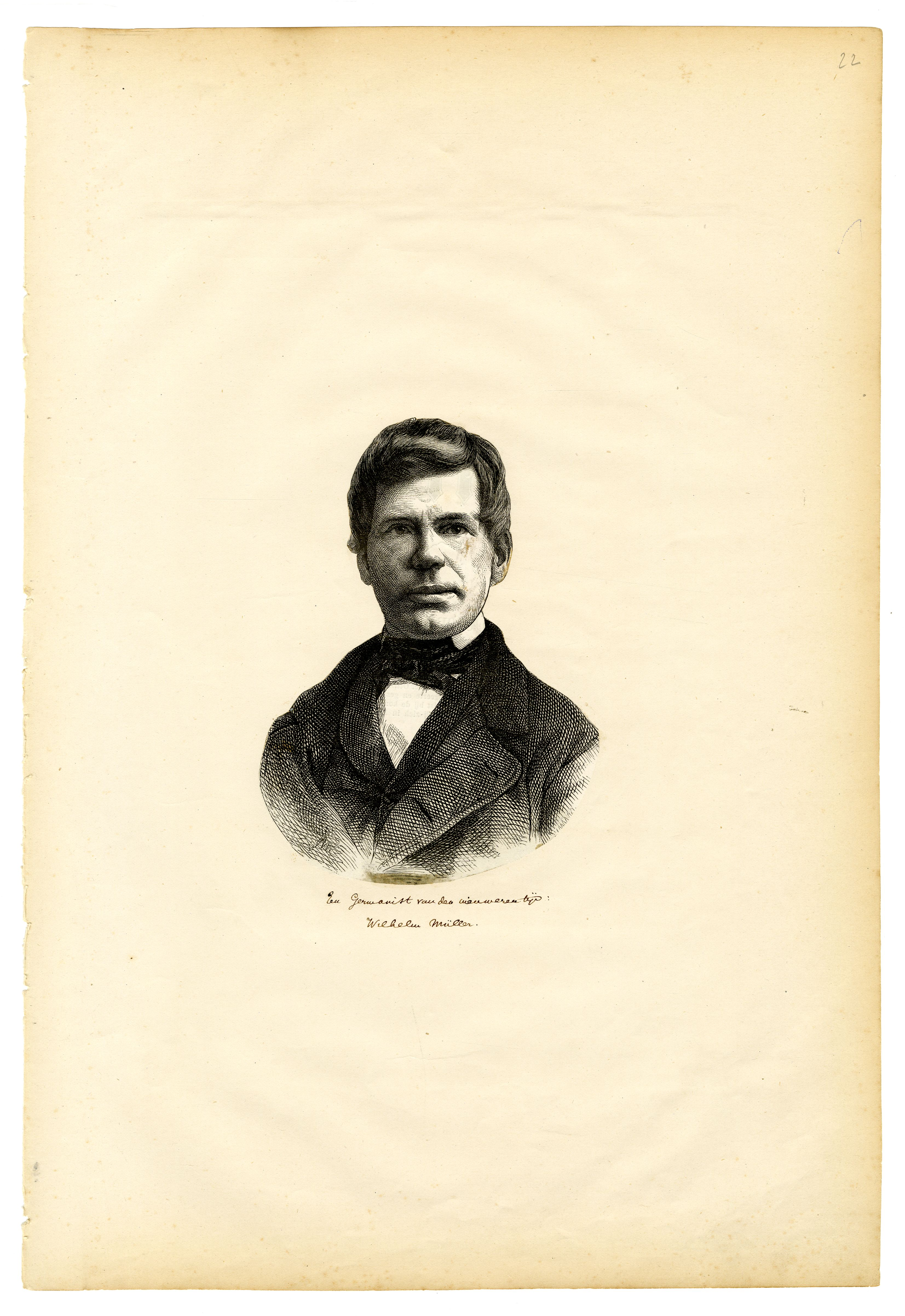
Wilhelm Müller (1794-1827), Felixarchief, 12 12806

Johann Ludwig Wilhelm Müller (Dessau, 7 oktober 1794 – aldaar, 1 oktober 1827), was een Duitse, romantische dichter.
Hij werd vooral bekend vanwege zijn vaak sociaal-kritische liederen.
Vanwege zijn engagement bij de onafhankelijkheid van het Griekse volk, dat toen nog deel uitmaakte van Turkije, kreeg hij de bijnaam de Griechen Müller, hoewel hij nooit in het land is geweest. Deze betrokkenheid kwam door zijn bekendheid met het werk van Lord Byron, dat hem sterk beïnvloedde.
Wilhelm Müller werd al tijdens zijn leven (en soms nog vandaag de dag) als een middelmatige dichter afgedaan. Volgens de jongste ideeën werden dergelijke verhalen door censors in de wereld gebracht om schrijvers die (te) populair dreigden te worden de mond te snoeren. Müller was inderdaad een meester in het tussen de regels door uiten van kritiek. De cyclus Die Winterreise (door Franz Schubert op muziek gezet als Winterreise zonder het lidwoord) kan gezien worden als een zoektocht van de eenzame mens naar zichzelf, maar ook als een beschrijving van de door de restauratie "bevroren" maatschappij.
Ook van zijn hand verscheen de cyclus Die schöne Müllerin, die eveneens door Schubert is getoonzet.